# Croatobranchus mestrovi
Croatobranchus mestrovi – troglobiotyczny gatunek pijawki z rodziny Erpobdellidae, opisany z jaskiń Welebitu w Chorwacji. Ciało dojrzałych płciowo osobników ma długość 25–40 mm, barwy mlecznobiałej lub żółtawej. 
Nazwa gatunkowa upamiętnia chorwackiego zoologa Milana Meštrova.